# Ctenotus terrareginae
Ctenotus terrareginae este o specie de șopârle din genul Ctenotus, familia Scincidae, descrisă de Collingwood Ingram și Czechura 1990. Conform Catalogue of Life specia Ctenotus terrareginae nu are subspecii cunoscute.